# Benjamin Collins Brodie
Benjamin Collins Brodie (ur. 9 czerwca 1783, zm. 21 października 1862) – angielski fizjolog i chirurg, pionier badań w dziedzinie chorób kości i stawów. Laureat Medalu Copleya.

## Życiorys
Brodie urodził się w Winterslow, w harabstwie Wiltshire. Wczesną edukację pobierał u swego ojca; a gdy zdecydował się zawodowo zajmować medycyną, udał się w 1801 roku do Londynu, gdzie uczestniczył w wykładach Johna Abernethy i studiował na Charterhouse School. Dwa lata później został uczniem sir Everarda Home w St George’s Hospital. W 1808 został asystentem chirurga w tej instytucji, w której pracował ponad trzydzieści lat. W 1810 roku został wybrany członkiem Towarzystwa Królewskiego w Londynie, w ramach którego, w ciągu następnych czterech lub pięciu lat, opracował kilka prac opisujących nowatorskie badania z fizjologii. W 1834 roku został wybrany zagranicznym członkiem Królewskiej Szwedzkiej Akademii Nauk.
W 1816 ożenił się z Anne Sellon, córką wybitnego prawnika, z którą miał kilkoro dzieci (wieku dorosłego dożyło troje z nich). Jego najstarszy syn, sir Benjamin Collins Brodie 2 baronet, drugi baronet, był profesorem chemii w Oksfordzie i jest znany przede wszystkim z badań alotropowych stanów węgla oraz odkrycia kwasu grafitowego.

## Osiągnięcia naukowe
W czasie kariery chirurga uzyskał duże i dochodowe praktyki, a od czasu do czasu opisywał chirurgiczne zagadnienia, wnosząc duży wkład do Towarzystwa Medycznego i Chirurgicznego w Londynie w postaci wielu referatów i artykułów z medycyny. Jego najważniejszym dziełem jest traktat Patologiczne i Chirurgiczne Obserwacje Chorób Stawów, prawdopodobnie z 1818, w którym przedstawia początki chorób w różnych tkankach stawów i podaje dokładną wartości bólu jako symptom i dowód choroby organicznej. To dzieło doprowadziło do przyjęcia w chirurgii bardziej zachowawczych środków w leczeniu schorzeń stawów, a w konsekwencji zmniejszenia liczby amputacji i utraty życia pacjentów. Pisał również o chorobach układu moczowego i o miejscowych schorzeniach nerwowych o charakterze chirurgicznym.

Herb sir Benjamina Brodiego

W 1854 roku opublikował anonimowo tom pt. Badania Psychologiczne, które osiem lat później w 1862, już rozszerzone i uaktualnione, zostały opublikowane pod jego własnym nazwiskiem. W trakcie swej kariery otrzymał wiele nagród i zajmował się zdrowiem rodziny królewskiej, był chirurgiem Jerzego IV, Wilhema IV oraz królowej Wiktorii. W 1834 otrzymał tytuł baroneta. W 1844 został korespondentem Institut de France.
W 1855 otrzymał tytuł doktora na uniwersytecie Uniwersytecie Oksfordzkim. W 1858 roku został prezesem Towarzystwa Królewskiego w Londynie, a następnie pierwszym prezesem Generalniej Rady Medycznej.
W 1858 Henry Gray zadedykował Brodiemu swoją książka poświęconą anatomii Gray’s Anatomy.
Sir Benjamin Brodie Collins zmarł na guza ramienia w Broome Park, w hrabstwie Surrey w wieku 79 lat. Jego dzieła zebrane, wraz z autobiografią, zostały opublikowane w 1865 roku pod redakcją Charlesa Hawkinsa.